# Delphine Py
Delphine Py-Bilot (* 27. Januar 1979 in Montpellier als Delphine Py) ist eine ehemalige französische Triathletin.

## Werdegang
Ihren internationalen Durchbruch schaffte Py-Bilot im Jahr 1999 mit der Bronzemedaille bei der Junioren-EM in Madeira und dem fünften Platz bei der Junioren-WM in Montreal. Bis dahin hatte sie bereits die französischen Triathlon-Staatsmeisterschaften ihrer jeweiligen Altersklasse gewonnen: 1994 in der Kategorie «minime», 1996 als «cadette», 1998 und 1999 in der Altersklasse «junior».
An Weltcup-Wettkämpfen der ITU nahm Py-Bilot in den Jahren 2000 bis 2002 teil. Ihre beste Platzierung erreichte sie im Jahr 2001 als 15. beim Wettbewerb in Cancún.
Sie startete seit 2003 in der französischen Club-Meisterschaftsserie Lyonnaise des Eaux für den mehrfachen Meister Beauvais Triathlon. Seit 2008 nahm Py-Bilot zwar an keinem ITU-Wettkampf mehr teil, konnte sich aber als «Veteranin» sowohl national als auch international behaupten. So belegte sie etwa am 2. August 2009 beim Mazda London Triathlon (nicht zu verwechseln mit dem London-Triathlon der Dextro Energy Championship Series) den siebten Platz und lag vor den jungen Stars Jodie Stimpson (8.), Sophie Coleman (9.) und Maxine Seear (10.).
Bekannt war Py-Bilot in Frankreich vor allem als Elite-Triathletin ihres Vereins Beauvais Triathlon, dessen Damenmannschaft 2009 und 2010 die Club-Meisterschaft Lyonnaise des Eaux gewann und 2010 bei der nationalen Club-Meisterschaft (Coupe de France des Clubs de Triathlon) in Parthenay Zweite wurde. 2011 boykottiert der Verein die Meisterschaftsserie, weshalb Py-Bilot den Verein verließ und zu Charleville Triathlon Ardennes wechselte.

Im September 2013 erklärte die damals 34-Jährige ihre Profi-Karriere für beendet.
Delphine Py-Bilot istverheiratet, lebt in ihrer Geburtsstadt Montpellier und arbeitet als Mathematiklehrerin am Collège du Pic St. Loup in St. Clément de Rivière bei Montpellier.

## Sportliche Erfolge
| Datum/Jahr    | Rang | Wettbewerb                                         | Austragungsort        | Zeit     | Bemerkung |
| ------------- | ---- | -------------------------------------------------- | --------------------- | -------- | --- |
| 29. Sep. 2013 | 13   | FRA Triathlon National Championships               | Nizza                 | 01:07:30 | |
| 9. Nov. 2003  | 3    | ITU Triathlon Asian Cup                            | Singapur              | 02:18:38 | hinter der Australierin Joanne King                                                                                                   |
| 8. Juli 2000  | 11   | ETU Triathlon European Championships               | Stein                 | 02:11:12 | als schnellste Französin bei der Europameisterschaft auf der olympischen Distanz (1,5 km Schwimmen, 40 km Radfahren und 10 km Laufen) |
| 3. Juli 1999  | 3    | ETU Triathlon European Championship Junior Women   | Funchal               | 01:10:23 | Triathlon-Europameisterschaft Junioren                                                                                                |
| 30. Aug. 1998 | 18   | ITU Triathlon World Championship Junior Women      | Lausanne              | 02:24:48 | Junioren-Weltmeisterschaft |
| 4. Juli 1998  | 7    | ETU Triathlon European Championship Junior Women   | Velden am Wörther See | 02:13:16 | |
| 5. Juli 1997  | 18   | ETU Triathlon European Championship Junior Women B | Vuokatti              | 02:24:34 | |

(DNF – Did Not Finish)